# Eduard Nuzbroh
Eduard Nuzbroh (în rusă Эдуард Нузброх; n. 24 ianuarie 1982, Cahul, RSS Moldovenească, URSS) este un sportiv, profesor universitar, actor și autor israelian. 
Este multiplu campion israelian și de două ori campion european (2015) la ridicarea kettlebell-ului (categoria de greutate, 24 kg).

## Biografie
S-a născut în orașul Cahul din RSS Moldovenească, în familia scriitorului și poetului Leonid Nuzbroh. Și-a petrecut copilăria în ținutul Habarovsk. În 1991 s-a întors la Cahul.
În 1998 a emigrat împreună cu familia în Israel, unde s-a stabilit în Așdod. Din 1998 până în 2001 a servit în armata israeliană. 
A absolvit Universitatea din Haifa și Colegiul Tehnologic Israelian (Facultatea de Construcții). A studiat cabala la Centrul Internațional de Cabală din Petah Tikva. În prezent este lector universitar al Academia Cabalei. A jucat, de asemenea, în filmul „The Secret Zohar”.
Este căsătorit și are trei copii. 